# Primera fila: Yuri
Primera fila: Yuri es el quinto álbum en directo de la cantante mexicana Yuri. Fue grabado en los Estudios Churubusco de la Ciudad de México el 6 de octubre de 2016 y publicado el 23 de junio de 2017 por Sony Music México.

## Información
Para la grabación de su Primera fila, la cantante dejó de lado la espectacular producción que lleva a sus conciertos en vivo para sacar adelante su faceta de intérprete.
Cerca de 1000 invitados con rigurosa vestimenta blanca, se dieron cita a los Estudios Churubusco de la Ciudad de México, para disfrutar una tarde-noche con lo que llamaron un encuentro de Yuri y sus amigos.
Sus éxitos fueron los protagonistas de esta historia musical, en la que las telas blancas fueron el común en cada canción para dar un ambiente entre místico y holístico.
El disco fue certificado con disco de platino por la venta de más de 60 000 unidades devolviendo a Yuri a los primeros lugares de popularidad gracias a los temas y al sencillo «Ya no vives en mi».

## Lista de canciones
| Primera fila: Yuri |                                                                        | |          |  |
| N.º                | Título                                                                 | Escritor(es)                                                                                        | Duración |  |
| 1.                 | «El espejo»                                                            | Jorge Avendaño Luhrs                                                                                | 4:58     |  |
| 2.                 | «Déjala (Amor mío déjala)»                                             | Cayre Marella y J.R. Florez                                                                         | 4:09     |  |
| 3.                 | «Esperanzas» (con Manuel Mijares)                                      | Jose Herrero Pozo                                                                                   | 4:20     |  |
| 4.                 | «¿Es ella más que yo?»                                                 | Marella y Florez                                                                                    | 4:06     |  |
| 5.                 | «Ya no vives en mí» (con Carlos Rivera)                                | Enrique Guzmán Yáñez                                                                                | 4:21     |  |
| 6.                 | «Yo te pido amor» (con Pandora)                                        | Marella y Florez                                                                                    | 4:42     |  |
| 7.                 | «Amiga mía»                                                            | Horacio Ángel Lanzillotta                                                                           | 3:45     |  |
| 8.                 | «Perdón»                                                               | Román Torres                                                                                        | 3:41     |  |
| 9.                 | «Cuando baja la marea (Aire)»                                          | Consuelo Arango Bustos y Difellisatti                                                               | 3:45     |  |
| 10.                | «¿Cómo le hacemos?» (con Matisse)                                      | Pablo Preciado                                                                                      | 2:57     |  |
| 11.                | «Maldita primavera»                                                    | A. Casella, G. Savio y Luis Gómez Escolar                                                           | 3:57     |  |
| 12.                | «¿Y tú cómo estás?»                                                    | Claudio Baglioni                                                                                    | 4:22     |  |
| 13.                | «Detrás de mi ventana»                                                 | Ricardo Arjona                                                                                      | 4:35     |  |
| 14.                | «La vida es una sola»                                                  | Andrés Castro, Guianko Gómez y Fanny Lucía Martínez                                                 | 4:10     |  |
| 15.                | «No tengo dinero» (con Carlos Vives)                                   | Alberto Aguilera Valadez                                                                            | 4:15     |  |
| 16.                | «Tan cerquita»                                                         | Miguel Yadam González, Alfonso Ordóñez y Elena Medina Reyes                                         | 3:03     |  |
| 17.                | «Medley: Qué te pasa/El apagón/Hombres al borde de un ataque de celos» | Cesar Valle, Difellisatti, M. Esperón, Sin Autor, Consuelo Arango Bustos, E. Cortazar y J.R. Florez | 5:26     |  |